# 交響曲第3番 (ペンデレツキ)
交響曲第3番は、クシシュトフ・ペンデレツキが1988年から1995年の間に作曲した交響曲。 ミュンヘン・フィルハーモニー管弦楽団の創立100周年に際し委嘱された。 
自由なリズムによる楽節、半音階技法、不協和音、大規模な打楽器の編成など、1980年代のペンデレツキを表すような曲である。作品の密度の高い対位法、革新的な管弦楽法、自由なハーモニー、複雑なリズムは、ペンデレツキが1986年に作曲したオペラ「黒い仮面」を思わせる。

## 経緯

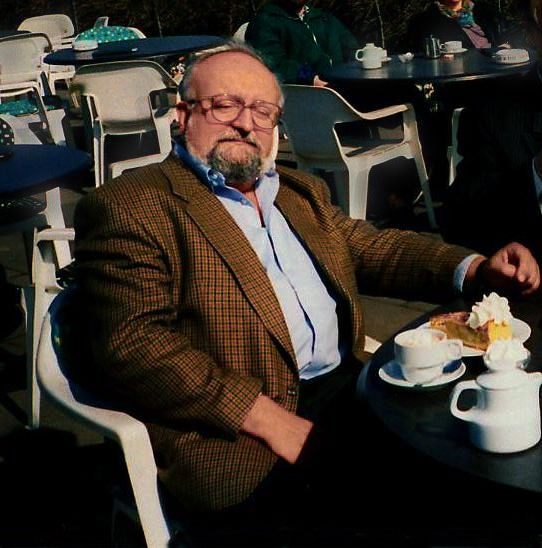
クシシュトフ・ペンデレツキ（1993年）

初期のころから、彼はポーランドの前衛音楽における主要な作曲家の一人だった。ペンデレツキは、リズムや和声、メロディなどの従来の側面からの脱却に興味を持っていた。この期間の重要な作品、特にアナクラシス（1959–60）、広島の犠牲者に捧げる哀歌（1960）、蛍光 （1961–62）は、アルゴリズム作曲法によるさまざまなダイナミクスの音、そしてトーンクラスターの技法を用いたものである。 
しかし、1970年代初頭までに、ペンデレツキの作曲は前衛運動から遠ざかっていった。ペンデレツキは1970年代に指揮者として活動する間に新ロマン主義音楽の再評価を始めた。指揮をしていた音楽は、ペンデレツキの音楽に大きな影響を与えた。この間、ブルックナー、シベリウス、チャイコフスキーを指揮していたこともあり、ロマンティックなアイデアを持ち始めたと明らかにしている。この時点で、ペンデレツキの音楽はメロディックで叙情的な表現、そして劇的な性格を特徴とし始める。 
ペンデレツキは、1970年代初頭は彼の作曲スタイルに大きな変化をもたらしたと感じた。この変化にとって重要なのは、作曲家が「伝統」を改めて強調することだった。1954年から57年にかけてペンデレツキの師であったアルトゥール・マラウスキーが、現代の技法と従来の音楽形式とのバランスをとっていたことが伝統の重要性を表している。 ペンデレツキは、マラウスキーの作曲哲学を繰り返した。ペンデレツキにとって、伝統的な作曲法は「音楽家と聴衆の間の不協和音を克服する好機会」としても役立った。 
特に交響曲は、1970年代初めにはペンデレツキにとって不可欠なジャンルとなった。1970年代以降、ペンデレツキは交響曲について、さまざまな説明をした。たとえば、1980年の交響曲第2番については「19世紀後半の交響曲の伝統に完全に触れている」と述べた。また2000年には、交響曲について、ロマン主義的な伝統を続けようとしていることは明白である、とも述べている。

## 編成
伝統的な3管編成に加え、多くの打楽器を使用する。特に第2楽章で活躍する。 
- 木管楽器
  - フルート: 2
  - ピッコロ: 1
  - オーボエ: 2
  - コーラングレ: 1
  - B♭管クラリネット: 3 
    - A管クラリネット: 1（1stが持ち替え）
    - E♭管クラリネット: 1（2ndが持ち替え）

  - バスクラリネット: 1
  - ファゴット: 3
  - コントラファゴット: 1
- 金管楽器
  - F管ホルン: 5
  - C管トランペット: 3
  - C管バストランペット: 1
  - トロンボーン: 4
  - チューバ: 1
- 弦楽器（全てのパート内で2つの声部に分かれる） 
  - 第1ヴァイオリン
  - 第2ヴァイオリン
  - ヴィオラ
  - チェロ
  - コントラバス
- ティンパニ
- 打楽器（9人の奏者） 
  - トライアングル
  - ベルツリー
  - 合わせシンバル
  - タムタム
  - ボンゴ
  - トム
  - ロート・トム
  - ティンバレス
  - スネアドラム
  - ミリタリードラム
  - テナードラム
  - バスドラム（シンバル付き）
  - ウッドブロック
  - ギロ
  - グロッケンシュピール
  - シロフォン
  - マリンバ
  - チャイム
  - チェレスタ（3楽章と5楽章のみ）

## 構成
他のペンデレツキの交響曲と同様に、交響曲第3番は楽章の指定と構成がロマン派的な慣習を思い起こさせる。シャルル・デュトワはこの交響曲を新ロマン派の作品とし、「それはブルックナーやマーラー、そして19世紀のドイツ音楽への（ペンデレツキの）愛を表している」と述べた。 
元々作曲されていたパッサカリアとロンドは、それぞれ第2楽章と第4楽章に転用された。他の楽章は1988年から1995年の間に新しく作曲された。演奏時間は約50分。 

### 第1楽章 andante con moto
5つの楽章の中で一番短く、演奏時間は約3分半。 
低いヘ音の絶え間ないオスティナート・バスが特徴で、全体を通して規則的なパターンで続く。このオスティナートは、5つの楽章のうち4つの楽章の統一の動機にもなる（第3楽章には明確なオスティナートの形がない）。頂点へ向かう途中に2つの追加の動機が現れる。1つ目の動機は高音の木管楽器と弦楽器が主に演奏する。動きの速い半音階の断片で構成されている。 2つ目の動機は低音の木管楽器と金管楽器が演奏し、主に三全音と短九の和音の音程を使用する。この楽章は、交響曲全体の主要な旋律の構成要素として半音階と三音階の両方を導入するという点で、重要な意味を持つ。ディミヌエンドは、ファゴット、トロンボーンの動機を反転させている。これには、ヴァイオリンの4分の1テンポで演奏される半音階の断片が伴う。楽章は、低音のヘ音の上に長いロ短調の短和音で閉じ、不協和音の性質を維持し、三全音の関係を強調する。このBとFの音程も後の楽章にとって重要になる。 

### 第2楽章 allegro con brio
もともと作曲家によって「ロンド」と名付けられた約10分の第2楽章は、おおざっぱに従来の形式に従うだけであり、動機は断片化され、異なる音程または異なる楽器で再現される。 
テーマの特徴的な構成要素は、やはり三全音と半音階である。最初に述べた三全音はBとFの音程で、バイオリンとティンパニの間の動機の開始時に確立され、下降するバイオリンのクラスターでも確立される。主題の提示の間に楽句が挿入され、さまざまな楽器のソロの長い楽節がよく含まれる。楽句は主にメロディックな素材と性格で統一され、主題は頻繁に半音階と三全音の両方を強調している。トランペットとコーラングレのソロは、どちらも挿入された楽句の顕著な例である。また、ペンデレツキはヴィオラのソロにおいて、半音の間隔を強調させている。この半音とそれに続く短い半音階は、シンディ・バイランダーによってペンデレツキの「ため息の動機」と説明されている。楽章の終わりに向かうにつれ、第1楽章の基礎を形成し、第4楽章の主なアイデアにもなっているオスティナート・バスの動機が再び現れる。 

### 第3楽章 adagio
演奏時間は約13分。アダージョは長くメロディックに展開する。 
10から13小節目で半音階と半音の間隔がすぐに強調される。7小節目ではヴァイオリンが半音でトレモロする。アダージョのオーケストレーションは前の楽章よりも19世紀後半のロマン主義の作風にいくらか近づいている。管楽器のソロにこの半音の動機が頻繁に含まれる。 

### 第4楽章 passacaglia – allegro moderato
第4楽章は、オスティナートの使用と表現力豊かな音量のアーチの両方で最初の楽章と類似しており、ゆっくりと頂点に達した後、ゆっくりと戻ってくる。ただし、ここでは、オスティナートは単純に繰り返された8分音符に減らされ、低い弦で力強く鳴らされている。しかし、この繰り返されたDの音に対して、再び三全音が現れる。弦楽器とホルンのDの音に対し、金管の低音楽器がA♭の音を鳴らす。ペンデレツキは、楽器を追加することで動機を構築させている。動機が展開すると、高音の弦楽器と木管楽器がオスティナートを鳴らす。オスティナートがDからFに移動すると、この動機の最も劇的な変化が発生する。パッサカリアが管楽器セクションが絶え間なく繰り返すFに対して、頂点にもたらす。クライマックスの後、パッサカリアのオスティナートはDの音に戻る。木管楽器がオスティナートの上で短いメロディを奏でる。楽章は、101から105小節目の断片化されたオスティナートを繰り返して終わる。

### 第5楽章 scherzo – vivace
終楽章でも、半音階と三全音の素材を利用している。オスティナートは、早い段階で再び現れ、終楽章を以前の楽章としっかりと関連付けている。 ティンパニはチェロとコントラバスのメロディーを伴う。低弦もリズムのパターンを始める。このパターンは楽章全体で見られる。そして多くの場合で音が高くなる（第2楽章でも同様の手順が見られる）。この楽章のいくつかの旋律も、上向きの三全音の跳躍とそれに続く半音階で構成されている。中央のセクションは、標準的なスケルツォの形のトリオに似ている。ここでは、1オクターヴ以上の跳躍が見られる。このセクションはまた、楽器の様々な音色により特徴付けられ、クラリネットとヴァイオリン、クラリネット、トランペット、ホルン、フルートとバスクラリネットのためのソロとデュエットの楽節がある。終結は三全音の最後の補強を特徴とする。ティンパニの強いFの音の上に金管楽器がロ長調の長和音を鳴らす。そして、オーケストラ全体で、交響曲で繰り返されたFの音をユニゾンで強調して締めくくる。

## 初演
1988年8月20日、ルツェルン祝祭管弦楽団の演奏、ペンデレツキの指揮により、スイスのルツェルンでパッサカリアとロンド（後に第2楽章と第4楽章の基礎となる）が初演された。完全な形での初演は、1995年12月8日、ミュンヘン・フィルハーモニー管弦楽団の演奏、ペンデレツキの指揮によりミュンヘンで行われた。

## 評価
初演時にはさまざまな批評があった。ヘンリク・トリットはルツェルン音楽祭でパッサカリアとロンドを好意的に受け入れた。ペンデレツキは「特定の楽器、特にヴィオラと打楽器の技術的および音色の可能性を最大限に活用した」と述べた。完全な状態でのドイツでの初演では、ペンデレツキの初期の作曲法の統合、金管楽器と打楽器の革新的な活用法が称賛された。     